# Estany del Tarter
L'estany del Tarter és un petit estany del municipi de Pardines, situat a 1595 m d'altitud, al vessant nord de la Serra Cavallera.
Està envoltat de prats calcícoles i mesoxeròfils de muntanya mitjana i es troba als peus d'una tartera, d'on li ve el nom. Es tracta d'un petit estany d'uns 1.250 m2, tot i que l'àrea inclosa dins la zona humida és, en conjunt, de 0,19 Ha. Aquest estany, junt amb la Bassa del torrent de la Molina (o bassa de la serra de la Canya) i l'Estany de la Font de Baix, formava part de l'anterior zona humida "Estanys i basses de la Serra Cavallera" (de codi 0770400). Aquella zona humida s'ha subdividit en tres zones humides independents -ja que es troben força separades i tenen característiques ben
diferents-, totes elles integrades dins el complex "Estanys i basses de la Serra Cavallera".
L'estany del Tarter és molt freqüentat per les vaques i cavalls, que pasturen pels prats de l'entorn i dormen en les seves
proximitats, fent-ne un ús molt intensiu. L'excessiu trepig del bestiar i l'eutrofització de les aigües provocada pels seus
excrements han alterat les característiques ecològiques inicials, fent evolucionar els hàbitats originals cap a comunitats
més banals. Al voltant de l'estany del Tarter existeixen altres petites cubetes, que també acumulen aigua temporalment,
molt malmeses per l'ús ramader.
L'espai manté interès com a punt de reproducció d'amfibis de muntanya mitjana, com la granota roja (Rana temporaria), i també és interessant per la presència d'alguns invertebrats (tricòpters, odonats, etc). La major part de l'estany està ocupat per l'espècie Alisma plantago-aquatica, el plantatge d'aigua.
Aquest estany està situat dins l'espai del PEIN "Serra Cavallera" i dins l'espai de la Xarxa Natura 2000 ES5120003
"Serra Cavallera".